# جوردان آيو
جوردان آيو (بالفرنسية: Jordan Ayew) (مواليد 11 سبتمبر 1991 في مارسيليا - فرنسا) لاعب كرة قدم غاني يلعب حالياً لصالح نادي ليستر سيتي الإنجليزي في مركز الهجوم بدءًا من عام 2024، كما كان لاعبًا في أولمبيك مارسيليا الفرنسي منذ عام 2006.

## روابط خارجية
- جوردان آيو على موقع الاتحاد الدولي (مؤرشف)  (الإنجليزية)
- جوردان آيو على موقع الاتحاد الأوربي (الإنجليزية)
- جوردان آيو على موقع رابطة كرة القدم الفرنسية للمحترفين (الإنجليزية)
- جوردان آيو على موقع قاعدة بيانات كرة القدم.إي يو (الإنجليزية)
- جوردان آيو على موقع ليكيب (الفرنسية)
- جوردان آيو على موقع ناشيونال فوتبول تيمز (الإنجليزية)
- جوردان آيو على موقع Soccerbase.com (لاعب) (الإنجليزية)
- جوردان آيو على موقع Soccerway.com (الإنجليزية)
- جوردان آيو على موقع عالم كرة القدم.نت (الإنجليزية)
- جوردان آيو على موقع كووورة